# Eusora animana
Eusora animana är en insektsart som beskrevs av Ball 1909. Eusora animana ingår i släktet Eusora och familjen dvärgstritar. Inga underarter finns listade i Catalogue of Life.